# Den ingermanlandske krig
Den ingermanlandske krig var en væbnet konflikt i Ingermanland mellem Sverige og Rusland. Den foregik mellem 1610 og 1617. Det er en del af den periode, som kaldes Forvirringens tid. Krigen sluttede med at Sverige vandt store landområder ved Freden i Stolbova og var med til at lægge grunden for Den svenske stormagtstid.

## Baggrund
Under Forvirringens tid sendte Karl 9. af Sverige en ekspeditionshær under ledelse af rigsmarsk Jakob De la Gardie for at indtage den russiske fæstning Staraja Ladoga. Da nyheden, om at hæren var kommmet til Ingermanland, nåede Novgorod, bad byen kongen indsætte en af sine sønner Karl Filip eller Gustav Adolf som zar, og med den forudsætning lod de byen indtage af De la Gardie.
Vasilij 4. af Rusland, som var belejret i Moskva, indgik en alliance med Karl 9., som også var i krig mod Polen. Zaren lovede at afstå Kexholms län til Sverige til gengæld for militær støtte mod den falske Dimitrij og polakkerne. De la Gardie forenede sine styrker med den russiske feltherre Mikhail Skopin-Sjujskij og drog fra Novgorod mod Moskva for at undsætte zaren.
Sveriges indblanding i Rusland gav Sigismund 3. af Polen en undskyldning for at erklære krig mod Rusland. Polakkerne kæmpede mod den russisk-svenske hær ved Klusjine og knuste størstedelen af den moskovitiske hær; de svenske landsknægte, som tog del i De la Gardieske felttog, nedlagde våbnene i juli 1610. Slaget havde alvorlige konsekvenser for Rusland: bojarerne afsatte zaren, og polakkerne besatte Kreml.

## Krigen
Jakob De la Gardie og Karl 9. af Sverige var utilfredse med angrebet. I august 1610 gik De la Gardie med en armé på 7.000 mand mod Ivangorod og belejrede byen. Pierre De la Ville og en lille armé sendtes mod Ladoga. De udenlandske soldater havde ikke fået løn i længere tid og var upålidelige og de svenske og finske soldater var uvillige til at tjenestegøre i Rusland. Senere på efteråret forlod alle belejringen undtagen 600 soldater. Russerne tilbød våbenstilstand. Staraja Ladoga faldt så i svenske hænder. Den 27. januar 1611 gik De la Gardie ind i Rusland igen og tog Kexholm, for derefter at drage mod Novgorod. De la Gardie indkaldte oberst Evert Horn og 1.000 mand. Den 15. juli gik de til angreb på staden, og Novgorod faldt i svenske hænder.
Tikhvin og Staraja Russa faldt i svenske hænder, og den svenske hær drog mod Pskov, men havde ikke held til at erobre byen.
Russerne var nu indstillet på, at Karl Filip skulle blive russisk zar. Samtidigt kronedes Gustav 2. Adolf til svensk konge efter Karl 9.'s død. Den unge konge bestemte sig for at fastholde sin broders krav på den russiske trone, selv efter at polakkerne var fordrevet fra Moskva i et oprør 1612, og Mikhail Romanov var blevet udset til ny zar.
Mens de svenske statsmænd forestillede sig et baltisk herredømme, som skulle strække sig hele vejen til Arkhangelsk og Vologda, betragtede De la Gardie og andre svenske soldater, som fortsat besatte Novgorod og Ingermanland, krigen som en følge af den lovede, men udeblevne betaling for deres indsats i De la Gardieske felttog.
1613 drog den svenske hær mod Tikhvin og belejrede byen, men trængtes bort. Den russiske modoffensiv formåede dog ikke at indtage Novgorod. Den russiske zar nægtede at deltage i feltslag med sin hær, og krigen varede til 1614, da svenskerne indtog Oudova.
Næste år belejrede de Pskov, men de russiske generaler Morozov og Buturlin forsvarede sig med held frem til den 27. februar 1617, da Freden i Stolbova afskar Rusland fra Østersøen og tildelte Sverige landskabet Ingermanland samt Ivangorod, Jama, Koporje og Nöteborg. Novgorod og Gdov blev tilbagegivet til Rusland.

## Resultat
Landvindingerne gjorde Sverige til nabo til Polen, og rivaliteten mellem dem blev forstærket. Sveriges stormagtsambitioner om at gøre Østersøen til et svensk indhav og indblanding i 30-årskrigen skabte konflikt med Polen, Danmark og det tyske rige gennem hele 1600-tallet.
Som følge af krigen mistede Rusland adgang til Østersøen i et århundrede trods gentagne forsøg på at ændre på situationen. Det blev Peter den Stores livsopgave at bryde den svenske omringning og grundlægge Sankt Petersborg ved Østersøen.